# Botina

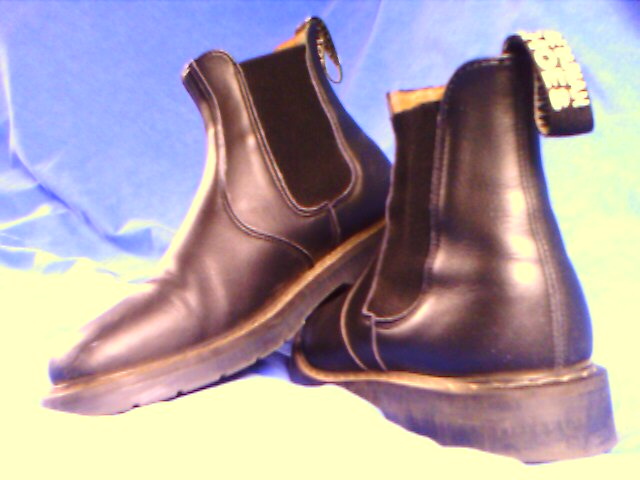
Botina construído a partir de imitação de couro

A botina é um calçado rústico com cano curto, geralmente feito de couro.Para fixação são muito usados elásticos, mas há também modelos com cadarços. Até ser substituída pelo sapato, foi durante muito tempo o calçado usado com os uniformes solenes ou de gala. Muito usada no campo por sua praticidade e simplicidade, é o calçado tradicional do "caipira". Algumas chegam a durar por muitos anos.